# یوهان فریدریش هربارت

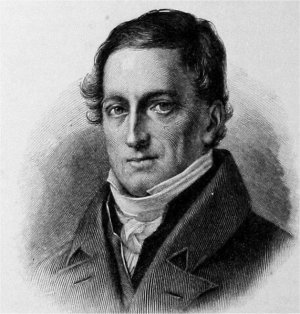
یوهان فردریش هربارت

یوهان فریدریش هربارت (به آلمانی: Johann Friedrich Herbart) ‏ (۱۷۷۶ - ۱۸۴۱) فیلسوف آلمانی، روانشناس و بنیانگذار دانش آموزش و پرورش (پداگوژی).

## زندگی
او در ۴ مه ۱۷۷۶ در الدنبورگ در شمال آلمان به دنیا آمد. پدرش وکیل دادگستری بود. هنگامی که در دبیرستان و دانشگاه به تحصیل اشتغال داشت استعداد بسیار در فراگرفتن زبان یونانی و ریاضی و فلسفه نشان داد و اینها بعدها در عقاید او نسبت به آموزش و پرورش تأثیر بسزایی داشت.
او از ۱۸۰۲ به مدت ۷ سال دانشیار آموزش و پرورش در دانشگاه گوتینگن بود.
در سال ۱۸۰۶ کتاب علم و پرورش  را منتشر کرد، در ۱۸۰۹ به جای کانت به استادی فلسفه دانشگاه کونیگسبرگ رسید. در همان دوران و نظریات او در روانشناسی چون پایه آموزش و پرورش تکوین و تکمیل شد. او آخرین نظریات خود را درباره آموزش و پرورش در مهم‌ترین کتابش به نام رئوس عقاید تربیتی در در ۱۸۳۵ منتشر ساخت.

## مرگ
در ۱۱ اوت ۱۸۴۱ در اوج شهرت درگذشت.